# Lakewood (Illinois)
Lakewood – wieś w Stanach Zjednoczonych, w stanie Illinois, w hrabstwie McHenry.